# Nov

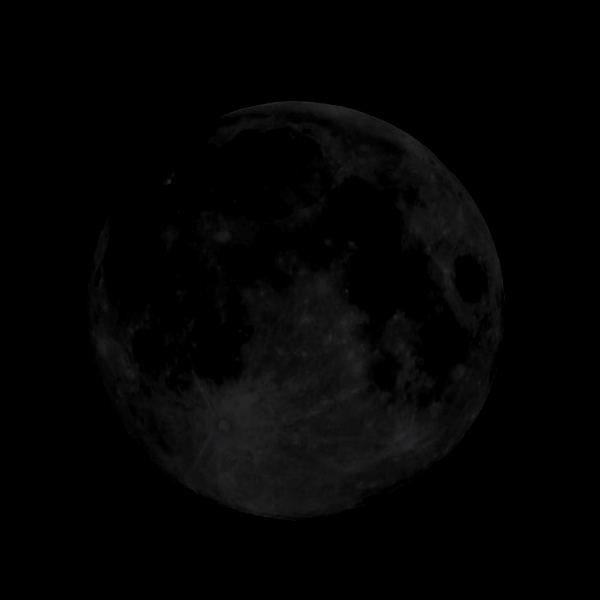
Měsíc v novu

Nov čili novoluní (latinsky Luna nova, novilunium) je fáze Měsíce, kdy není přivrácená část jeho povrchu k Zemi osvětlena Sluncem. Měsíc je přikloněn k Zemi pouze neosvětlenou stranou – jeho ekliptikální délka je stejná jako délka Slunce. V této době se tedy Měsíc nachází mezi Zemí a Sluncem přibližně na stejné přímce s nimi – Měsíc je v konjunkci se Sluncem. Pokud se obě nebeská tělesa nacházejí přesně na stejné přímce, nastává zatmění Slunce.

## Obecné informace
Během novu není Měsíc na noční obloze viditelný, protože se v tuto dobu nachází na nebeské sféře velmi blízko Slunce (ne dále než 5°) a k obyvatelům na Zemi je otočen noční stranou. Měsíční disk je „nad“ nebo „pod“ slunečním diskem. Někdy je však vidět na pozadí slunečního kotouče při zatmění Slunce. Kromě toho je ještě nějakou dobu (obvykle asi dva dny) po novu nebo před ním, kdy je atmosféra velmi čistá, možné spatřit měsíční kotouč osvětlený slabým světlem odraženým od Země – je to popelavé světlo Měsíce.
Asi za týden po novu se Měsíc ocitne ve své první čtvrti –  ekliptikální délky Měsíce a Slunce se liší o 90°. Za 14 dní po novu se Měsíc dostane do opozice se Sluncem a nachází se ve fázi úplňku. Přibližně za další týden se ocitne v poslední čtvrti. Stáří Měsíce se vyjadřuje ve dnech, které uplynuly od posledního novoluní. Interval mezi dvěma novoluními činí v průměru 29,530 59 dne (29 d 12 h 44 min 2,9 s) a tento interval je nazýván lunace nebo synodický měsíc.

## Novoluní a kalendáře

Nov – jedna z měsíčních fází.

Židovský nový rok a čínský (japonský, korejský, vietnamský) nový rok 60letého cyklu začínají při novoluní. 
V astronomickém smyslu událost novoluní nezávisí na zeměpisné poloze pozorovatele a na tom, kdy Měsíc překročí linii horizontu, nastává současně pro celou Zemi. 
V tradičním smyslu nastává novoluní v okamžiku východu Měsíce nad obzor, který je pro pozorovatele v nejméně osvětlené fázi. Od tohoto okamžiku začíná pro danou oblast počítání dnů lunárního kalendáře od 1 do 29 (nebo 30). Každý nový lunární den začíná východem Měsíce nad obzor. Pro pozorovatele ve vysokých zeměpisných šířkách (v různých letech od 62. do 72. rovnoběžky) však Měsíc čáru obzoru nepřekročí několik dní až půl roku. Pro takové oblasti ztrácí počítání lunárních dnů smysl, stejně jako za polárním kruhem nemá smysl počítat dny počítáním východů Slunce kvůli přítomnosti polárního dne a polární noci.

## Novoluní a náboženství
Ve světových náboženstvích jako je křesťanství, judaismus a islám je novoluní začátek měsíce v kalendáři. Také v Indii je svátek novoluní počátkem nového roku a "zelené zimy". V Bibli je řečeno, že Měsíc byl učiněn k určování času. Ž 104, 19 (Kral, ČEP)
V astrologii je novoluní symbolem nových začátků, obnovou a očistou.
Oslava novoluní je ve Starém zákoně obzvlášť významná (Num 10,10). Vyznačovala se zvláštní obětí (Num 28,11-15), která byla vyhlašována a doprovázena zvukem polnice (Ž 81,4). Radostné dny novoluní se slavily všeobecným shromážděním a oběťmi ráno a večer v chrámu (Iz 1,13 aj.) a doma hostinou (1 Sam 20,5). Ve dnech novoluní se rušily půsty (Júd 8,6) a přestávalo se obchodovat a veřejně podnikat (Am 8,5).  Při spatření měsíce po novoluní se podle židovského rituálu pronáší modlitba Požehnání měsíce. Apoštol Pavel napsal, že všechny tyto svátky jsou "stín budoucích věcí":
| „                 | Nikdo tedy nemá právo odsuzovat vás za to, co jíte nebo pijete, nebo kvůli svátkům, kvůli novoluní nebo sobotám. To všechno je jen stín budoucích věcí, ale skutečnost je Kristus. | “ |
| — Kol 2,16-17 ČEP | |   |